# L.V. (співак)
Ларрі Сандерс (нар. 22 жовтня 1954, Лос-Анджелес, Каліфорнія, США), більш відомий під своїм сценічним псевдонімом LV — американський R&B співак. Він найбільш відомий своєю співпрацею з репером Куліо над синглом «Gangsta's Paradise» і з тих пір був представлений у кількох саундтреках. Випустивши на сьогоднішній день п'ять сольних альбомів, він також був учасником ґангста-реп групи South Central Cartel з моменту їх створення, зазвичай співав вокал і хор.

## Дискографія

### Студійні альбоми
| Назва                        | Звільнити                                             | Пікові позиції на діаграмі | Пікові позиції на діаграмі | Пікові позиції на діаграмі | Пікові позиції на діаграмі |
| Назва                        | Звільнити                                             | AUS                        | GER                        | UK                         | US R&B                     |
| ---------------------------- | ----------------------------------------------------- | -------------------------- | -------------------------- | -------------------------- | -------------------------- |
| Я Л.В                        | - Випуск: 1996 - Лейбл: Tommy Boy Records             | 96                         | 72                         | 139                        | 100                        |
| Як довго                     | - Вихід: 29 серпня 2000 року - Лейбл: Loud Records    | —                          | —                          | —                          | 59                         |
| Hustla 4 Life                | - Вихід: 17 березня 2010 року - Лейбл: P-Vine Records | —                          | —                          | —                          | —                          |
| Ще ЛВ                        | - Випущено: 22 серпня 2012 року - Мітка: Octave       | —                          | —                          | —                          | —                          |
| Мистецтво займатися коханням | - Випущено: 15 березня 2017 року - Мітка: ESMG        | —                          | —                          | —                          | —                          |

### Спільні альбоми
- Ігровий майданчик з Prodeje (2002)
- Худ, пов'язаний з Prodeje (2008)

### Збірники альбомів
- Гангсти в південному центрі з південно-центральним картелем (1996)

### Сингли
| Назва                                                                               | Звільнити | Пікові позиції на діаграмі | Пікові позиції на діаграмі | Пікові позиції на діаграмі | Пікові позиції на діаграмі | Пікові позиції на діаграмі | Пікові позиції на діаграмі | Пікові позиції на діаграмі | Альбом   |
| Назва                                                                               | Звільнити | US                         | US R&B                     | AUS                        | FRA                        | GER                        | NZ                         | UK                         | Альбом   |
| ----------------------------------------------------------------------------------- | --------- | -------------------------- | -------------------------- | -------------------------- | -------------------------- | -------------------------- | -------------------------- | -------------------------- | -------- |
| «Підніміть руки вгору»                                                              | 1995 рік  | 63                         | 42                         | 84                         | 47                         | 46                         | 5                          | 24                         | Я Л.В    |
| «Я Л. В.»                                                                           | 1996 рік  | —                          | 87                         | —                          | —                          | —                          | 42                         | 64                         | Я Л.В    |
| «Як довго»                                                                          | 2000 рік  | —                          | 46                         | —                          | —                          | —                          | —                          | —                          | Як довго |
| «—» позначає запис, який не потрапив у чарти або не був випущений на цій території. |           |                            |                            |                            |                            |                            |                            |                            |          |

### Представлений у
| Назва                                      | Рік      | Пікові позиції на діаграмі | Пікові позиції на діаграмі | Пікові позиції на діаграмі | Пікові позиції на діаграмі | Пікові позиції на діаграмі | Пікові позиції на діаграмі | Пікові позиції на діаграмі | Пікові позиції на діаграмі | Пікові позиції на діаграмі | Пікові позиції на діаграмі | Сертифікати | Альбом              |
| Назва                                      | Рік      | US                         | AUS                        | AUT                        | GER                        | NL                         | NOR                        | NZ                         | SWE                        | SWI                        | UK                         | Сертифікати | Альбом              |
| ------------------------------------------ | -------- | -------------------------- | -------------------------- | -------------------------- | -------------------------- | -------------------------- | -------------------------- | -------------------------- | -------------------------- | -------------------------- | -------------------------- | --- | ------------------- |
| «Gangsta's Paradise» (Coolio за участю LV) | 1995 рік | 1                          | 1                          | 1                          | 1                          | 1                          | 1                          | 1                          | 1                          | 1                          | 1                          | - RIAA: 3 × платина - ARIA : 3× платина - BPI: 2× платина - ІМТ: 2 × платина - IFPI AUT: платина - IFPI NOR: 4× платина - IFPI SWE: золото - IFPI SWI: 2× платина - RMNZ: платина | Рай гангста і Я Л.В |